# Forse le lucciole non si amano più
Forse le lucciole non si amano più  es el primer álbum de estudio y álbum debut de la banda italiana de rock: Locanda delle Fate, Lanzado en el verano de 1977.
Es considerado por muchos una de las mayores obras del grupo y por parte del seguimiento de culto uno de los mayores álbumes de la escena del rock progresivo italiano, Algunos lo consideran una joya oculta del rock progresivo y también es un álbum buscado actualmente por coleccionistas.
El álbum es muy caracterizado por tener mucha composición artística y tener muchos elementos de la música de cámara.
En 1994 se hizo una reedición del álbum incluyendo los sencillos "New York" y en algunas reediciones se incluye el sencillo "Nove Lune".

## Lista de canciones
Todas las canciones escritas por Ezio Vevey y Luciano Boero y compuestas por Locanda delle Fate.
| Forse le lucciole non si amano più |                                      |          |  |
| N.º                                | Título                               | Duración |  |
| 1.                                 | «A volte un istante di quiete»       | 06:31    |  |
| 2.                                 | «Forse le lucciole non si amano più» | 09:48    |  |
| 3.                                 | «Profumo di colla bianca»            | 08:25    |  |
| 4.                                 | «Cercando un nuovo confine»          | 06:41    |  |
| 5.                                 | «Sogno di Estunno»                   | 04:41    |  |
| 6.                                 | «Non chiudere a chiave le stelle»    | 03:34    |  |
| 7.                                 | «Vendesi saggezza»                   | 09:37    |  |
| 49:35                              |                                      |          |  |

### Sencillos Extra
En la edición de 1994 y en otras reediciones realizadas se encuentran los siguientes sencillos
- "New York" - 04:35
- "Nove Lune" - 03:57

## Personal
- Leonardo Sasso - vocal
- Alberto Gaviglio - guitarra, guitarra de doce cuerdas, vocal de apoyo
- Ezio Vevey - guitarra, guitarra de doce cuerdas, vocal de apoyo, flauta, compositor
- Oscar Mazzoglio - órgano, piano rhodes, sintetizador moog, polymoog
- Luciano Boero - bajo, órgano
- Giorgio Gardino - batería, vibráfono

Las canciones fueron escritas y compuestas por Ezio Vevey y Luciano Boero.

### Personal adicional
- Dave Marinone - ingeniero de sonido
- Anna Montecroci - diseño de la portada del álbum
- Niko Papathanassiou - producción